# Lakmartin
Lakmartin ( talijanski, dalmatski: Lagomartino, Lagmartìn, Lacmartin, Lakmartin ) je selo nedaleko od naselja Kornića, na području grada Krka u Primorsko-goranskoj županiji, na otoku Krku.

## Odlike
Lakmartin se nalazi na brdu iznad naselja Kornić, na cesti Punat – Kornić – Lizer. Od mora ( Puntarska draga ) je udaljen 3,1 km. U prošlosti je mjesto bilo znatno veće; danas je to opustjelo mjesto kamenih kuća, sa svega 20 stalnih stanovnika. Ljeti mjesto oživi, jer je većina izvorno malih i skromnih težačkih kuća pretvoreno u vile. U Lakmartinu nema trgovine. Vodovod je u mjestu izgrađen 2013. godine.
Lakmartin je udaljen 4,6 km od Krka, od centra Kornića udaljen je 2,3 km, a od Punta 7 km.

## Stanovništvo
| broj stanovnika | 84    | 92    | 90    | 118   | 124   | 121   | 127   | 80    | 103   | 97    | 64    | 41    | 21    | 15    | 20    | 24    | 32    |
|                 | 1857. | 1869. | 1880. | 1890. | 1900. | 1910. | 1921. | 1931. | 1948. | 1953. | 1961. | 1971. | 1981. | 1991. | 2001. | 2011. | 2021. |

## Znamenitosti
- Kapela Navještenja Marijina, iz 1723. (jednobrodna je barokna građevina) pučki zvana sv. Antona Padovanskog, zaštitnika mjesta, ima staru sliku svetoga Antuna i nove slike križnog puta autorice Alme Dujmović. Sačuvana je zbirka isprava o građenju kapele, kao i pravila bratovštine koja je upravljala kapelom, potvrđena od mletačkog dužda 1744. U selu je sačuvano guvno na kat, gdje se čistilo žito od pljeve. Središte sela s tradicijskom pučkom arhitekturom je pod zaštitom.